# Alpinia bambusifolia
Alpinia bambusifolia är en enhjärtbladig växtart som beskrevs av Chou Fen g Liang och Ding Fang. Alpinia bambusifolia ingår i släktet Alpinia och familjen Zingiberaceae. Inga underarter finns listade i Catalogue of Life.